# Asterina schlegeliae
Asterina schlegeliae är en svampart som beskrevs av T.A. Hofm. 2008. Asterina schlegeliae ingår i släktet Asterina och familjen Asterinaceae.   Inga underarter finns listade i Catalogue of Life.